# Kelvin Etuhu
Kelvin Etuhu, född 30 maj 1988 i Kano, delstaten Kano, är en före detta nigerianskfödd engelsk fotbollsspelare. Han har även spelat i Manchester City, där han under sina fem år i klubben har varit på lån i Rochdale, Leicester City och Cardiff City. Etuhu spelar som anfallare eller yttermittfältare.

## Tidigt liv
Etuhu växte upp i sydöstra London (Peckham) och gick på St. Thomas the Apostle school för pojkar. Han är yngst av tre bröder. Den äldsta av dessa, Dickson Etuhu, spelar också fotboll och har spelat för bland annat Blackburn Rovers och  Manchester City och även stockholmslaget AIK. När han växte upp med fyra bröder, sa Kelvin att han och Dickson var "atleterna i familjen" och ansåg sin äldre bror som en inspiration för att motivera honom att bli fotbollsspelare.
Den 13 juli 2010 greps Etuhu anklagad för en misshandel utanför ett kasino i Manchester i februari. Tre personer skadades, han åtalades för misshandel och infann sig inför domarna den 6 augusti 2010. Han dömdes till åtta månaders fängelse den 24 mars 2011, varefter Manchester City släppte honom från hans kontrakt. I augusti 2011 släpptes han från fängelset efter att ha avtjänat sitt fängelsestraff i fem månader. Han sa senare "Jag gjorde ett misstag, folk gör misstag, men jag lärde mig den hårda vägen. Svårare än jag kanske borde ha lärt mig men jag är säker på att inget sådant kommer att hända igen. Idag skulle jag reagera mycket annorlunda på vad jag gjorde då. Jag har lärt mig, jag har definitivt lärt mig."
I mars 2019 blev Etuhu pappa när hans partner födde en pojke, vilket fick honom att missa två matcher. I oktober 2020 deltog han i utvecklingen av 250 unga spelare över hela stadsdelen på R-Kikx Akademi.

## Karriären

### Manchester City
Etuhu gick med i Manchester Citys akademi när han var fjorton år gammal, samma år som hans äldre bror, Dickson Etuhu lämnade till Preston North End år 2002. Kelvin var tidigare i AFC Lewisham och Millwall innan han gick med i Manchester Citys akademi. Trots att Dickson lämnade Manchester City sa Kelvin att Dickson gav honom vägledning när han gick vidare i Manchester Citys akademi. Han gick sedan vidare genom klubbens ungdomssystem och reservsida i två år. Etuhu slog igenom i FA Youth Cup genom att göra mål mot West Ham United, Nottingham Forest, Manchester United och Newcastle United, för att nå finalen i FA Youth Cup säsongen 2005–06. Han spelade i båda omgångarna i FA Youth Cup-finalerna, där klubben förlorade mot Liverpool med 3–2 sammanlagt. Efter detta skrev Etuhu på sitt första proffskontrakt med Manchester City. Han utsågs också till den mest lovande spelaren vid klubbens prisutdelning.
Efter sex månaders frånvaro med en knäskada som Etuhu ådrog sig när han spelade för Rochdale, kallades han upp till a-laget av managern Sven-Göran Eriksson. Han spelade sin första match för Manchester City den 25 september 2007 mot Norwich City i Carling Cup, då han blev inbytt och passade till det vinnande målet som Georgios Samaras gjorde. Den 1 december 2007 gjorde Etuhu sin Premier League-debut mot Wigan Athletic och kom in som en ersättare i den 69:e minuten, i en oavgjord 1–1. I en uppföljningsmatch mot Tottenham Hotspur gjorde Etuhu sin första start för klubben, där han spelade 58 minuter innan han byttes ut, i en 2–1 förlust. Den 15 december 2007 gjorde Etuhu sitt första mål i Premier League mot Bolton Wanderers. Hans handfull förstalagsfotboll ledde till att Etuhu skrev på ett kontrakt med klubben, vilket behöll honom till slutet av säsongen 2009–10.. Han gjorde ytterligare fyra matcher för Manchester City innan han lånades ut till Leicester City.
Säsongen 2008–09 gjorde Etuhu sin europeiska debut i den andra delen av UEFA-cupens första omgång mot EB/Streymur och spelade 21 minuter efter att ha kommit in som avbytare, i en 2–0-seger för att skicka Manchester City går vidare till nästa omgång. I den inledande matchen av säsongen 2008–09 började han hela matchen, i en 4–2 förlust mot Aston Villa. I en uppföljningsmatch mot West Ham United, som klubben vann med 3–0, drabbades Etuhu av en hälsena trots att han spelade 13 minuter efter att ha kommit in som avbytare. Efter att ha inte spelat i a-laget under de kommande sju månaderna, gjorde han sitt förstalagsretur mot Aalborg BK i den första omgången av UEFA-cupen i sextondelsfinalen, och kom in som avbytare i den 87:e minuten, i en 2–0 vinst. I en match mot Fulham spelade Kelvin och hans bror Dickson mot varandra för första gången, då Manchester City förlorade med 3–1. I slutet av säsongen 2008–09 fortsatte han med att göra sju framträdanden i alla tävlingar.
Efter att hans låneperiod i Cardiff City upphörde, ingick inte Etuhu i Manchester Citys Premier League-trupp för säsongen 2010–11. På grund av bristen på förstalagsmöjligheter förväntades det att han skulle lämna klubben i slutet av säsongen 2010–11. Men den 24 mars 2011 släpptes Etuhu från sitt kontrakt tidigare än väntat, efter att han fängslats för en misshandel utanför ett kasino i Manchester.

#### Lånebesvär från Manchester City
Den 5 januari 2007 lånades Etuhu ut till Rochdale på en månadslån. Han gjorde mål i sin debut för Rochdale, när han kom in den 56:e matchminuten mot Wycombe Wanderers och gjorde mål i den 80 minuten. Etuhu gjorde sedan sitt andra mål för Rochdale, i en 5–0 vinst mot Milton Keynes Dons den 27 januari 2007. Hans spel i Rochdale avbröts på grund av en knäskada som han ådrog sig under oavgjort 1–1 mot Walsall den 3 februari 2007 och fick honom att återvända till Manchester City.
Tisdagen den 4 mars 2008 lånades han ut till Leicester City fram till slutet av säsongen 2007–08. Han debuterade fyra dagar senare den 8 mars 2008 och startade hela matchen i 0–0 oavgjort mot Bristol City. Etuhu gjorde två på varandra följande starter innan han släpptes på bänken mot West Bromwich Albion den 15 mars, och kom in i den 88:e minuten. På grund av nyvärvningen av David Bell från Luton Town blev Etuhu kvar de sista två månaderna av sitt lån på bänken, och gjorde korta framträdanden för Foxes. Leicester degraderades i slutet av säsongen.
Inför säsongen 2009–10 fick Etuhu veta av Manchester City att han ansågs vara överflödig och förväntade sig att lämna klubben. Den följande säsongen blev han utlånad till Cardiff City på ett säsongslångt lån. Han gjorde sin debut dagen efter som ersättare för Michael Chopra under en 3-0-seger över Bristol City i Severnside-derbyt. Etuhu gjorde sin första start i ännu ett Severnside-derbyt mot Bristol Rovers i den andra omgången av Football League Cup, i en 3–1 vinst. Men han drabbades av en skada endast i sitt fjärde framträdande med sidan efter att ha skadat fotledsbanden under en 1–0-förlust mot Newcastle United, vilket uteslöt honom i upp till två månader. Kort därefter återvände Etuhu till Manchester för behandling. Han återvände från skada den 29 november 2009 under en 2–1-förlust mot Ipswich Town, och kom in som ersättare för Chris Burke. En vecka senare den 8 december 2009 gjorde Etuhu sin första ligastart för klubben mot West Brom på Hawthorns, och spelade en viktig roll i öppningsmålet, och passade till Chris Burke på halvvägs. linje, innan han gör ett lockbete, vilket ger utrymme för Burke att springa igenom och göra mål, eftersom Cardiff City vann med 2–0. Han ådrog sig sedan två skador i två matcher mot West Bromwich Albion och Middlesbrough, men återhämtade sig. Etuhu ådrog sig dock fotledsskada för andra gången och var borta i tre månader. Som ett resultat återvände han till Manchester för behandling för andra gången. Etuhu återvände från skada mot Crystal Palace den 27 mars 2010 och startade en match som ersättare för avstängde Jay Bothroyd, som spelade 74 minuter innan han byttes ut, med en 2–1-vinst. Detta följdes upp genom att sätta upp öppningsmålet för matchen för klubben, i en 2–1-seger mot Leicester City. Han var med i slutspelet där Cardiff City förlorade med 3–2 mot Blackpool i finalen. I slutet av säsongen 2009–10 gjorde Etuhu tjugo framträdanden i alla tävlingar och återvände till sin moderklubb.

### Portsmouth
Den 19 januari 2012 skrev Etuhu på för Portsmouth till slutet av säsongen, med möjlighet till ytterligare ett år efter att han tillbringat två månaders träning med klubben. Sedan stödde manager Michael Appleton Etuhu för att glänsa i Portsmouth och ta en andra chans till en fotbollskarriär där.
Han gjorde sin debut för klubben och startade en match, spelade 64 minuter innan han byttes ut, i en 3–2-förlust mot Cardiff City den 21 januari 2012. Etuhu led dock av en hamstringsskada som gjorde att han var borta i flera veckor. Under hans tid i Portsmouth gick klubben till administration för andra gången på två år. Den 27 februari 2012 förlängde han sin vistelse med ytterligare en månad efter att ha fått grönt ljus av Football League. Etuhu gjorde sin retur efter sin skada när Portsmouth vann med 4–1 mot Birmingham City på Fratton Park den 20 mars 2012. Efter detta fick han en handfull a-lagsfotboll mot slutet av säsongen. Klubben degraderades dock till League One efter att ha förlorat 1–2 mot Derby County den 21 april 2012. I slutet av säsongen 2011–12 fortsatte Etuhu med att göra tretton gånger och gjorde en gång i alla tävlingar.
Efter säsongens sista match med Portsmouth nedflyttad uttryckte Etuhu sin önskan att stanna i klubben och förklarade att han älskade livet på sydkusten. Men Sky Sports förstod att Bradford City och Barnsley senare var intresserade av att värva Etuhu. Den 22 maj 2012 bekräftade managern Appleton att Etuhu erbjöds ett tvåårskontrakt och var säker på att spelaren skulle stanna kvar i Portsmouth.

### Barnsley
Efter att ha erbjudits ett nytt kontrakt av Portsmouth gick Etuhu med på att skriva på för Barnsley på ett ettårskontrakt, vilket blev Keith Hills första värvning för sommaren där han spelade under Hill under sin tid i Rochdale. Hill avslöjade att han försökte värva Etuhu föregående säsong men Portsmouth vann loppet. När han gick med i klubben fick han en tröja nummer tjugotre.
Etuhu gjorde sin debut för Barnsley, startade en match och spelade 70 minuter innan han bytte ut, i en 4–0 vinst mot Rochdale i den första omgången av Ligacupen. Men under Keith Hills ledning tappade han sin förstalagsplats och hans speltid på minuter minskade avsevärt, mestadels från avbytarbänken. Efter sparken från Hill fick Etuhu mer speltid, under ledning av David Flitcroft och spelade på central-mittfältspositionen. I en 1–0-seger över Watford den 16 mars 2013 gav hans prestation honom en matchens man. På den sista matchen för säsongen hjälpte han klubben att undvika nedflyttning efter att ha startat hela matchen, i oavgjort 2–2 mot Huddersfield Town. Trots två skador senare under säsongen 2012–13 fortsatte Etuhu med att göra trettio matcher i alla tävlingar. Efter detta skrev han på ett tvåårskontrakt efter att klubben erbjudit honom ett nytt kontrakt.
I början av säsongen 2013–14 drabbades Etuhu av en hamstringsskada som gjorde att han missade de två första ligamatcherna. Han gjorde sitt första framträdande för säsongen, och kom in som avbytare i den 33:e minuten, i en 2–2 oavgjord match mot Charlton Athletic den 17 augusti 2013. I en uppföljningsmatch mot Blackburn Rovers satte Etuhu upp Barnsleys första mål i matchen, i en förlust med 5–2. Han tappade dock sin första lagplats på grund av tävlingar, sin egen skadeoro och placerades på avbytarbänken när han kom tillbaka. Men han återtog sin första lagplats och spelade på högerbackspositionen resten av säsongen 2013–14. Etuhu fick dock ett rakt rött i den 76:e minuten, i oavgjort 0–0 mot Brighton & Hove Albion den 5 april 2014. Efter att ha avtjänat en matchs avstängning återvände han till startelvan och spelade på högerbackspositionen, i en 1–0 förlust mot Bolton Wanderers den 12 april 2014. Efter att ha drabbats av fotledsskada som gjorde att han missade en match, återvände Etuhu till startuppställningen, spelade på högerbackspositionen, i en 3–1 förlust mot Middlesbrough, vilket resulterade i klubbens nedflyttning. I slutet av säsongen 2013–14 fortsatte han med att göra tjugoen framträdanden i alla tävlingar. Efter två år i Barnsley var Etuhu bland tio spelare som stannade i klubben.

### Bury
Den 27 juni 2014 meddelade Bury att Etuhu hade skrivit på ett tvåårskontrakt efter att han släppts från Barnsley. Upon joining the club, Etuhu was given number six shirt this season.
Efter att ha missat de två första matcherna för säsongen, på grund av influensa, gjorde han sin Bury-debut den 16 augusti 2014, startade en match och spelade 71 minuter innan han byttes ut, i en 2–0 vinst över Hartlepool United Sedan han kom till klubben har Etuhu etablerat sig i a-laget i Bury under hela säsongen, och spelat på olika mittfältarpositioner. Etuhu gjorde sitt första mål för klubben, i en 2–0-seger över Tranmere Rovers den 4 oktober 2014. Han gjorde sedan sitt andra mål för säsongen, i en 2–1-seger över Northampton Town den 21 mars 2015. Etuhu hjälpte Bury att flyttas upp till League One efter att klubben vunnit 1–0 mot Tranmere Rovers i säsongens sista match. Trots att han led av skador under säsongen 2014–15 gjorde han fyrtiosex matcher och gjorde två mål i alla tävlingar. Efter detta erbjöds Etuhu ett nytt kontrakt av klubben, som han undertecknade en tvåårig kontraktsförlängning den 22 maj 2015.
I början av säsongen 2015–16 startade Etuhu i de fyra första matcherna för Bury innan han drabbades av en fotskada som gjorde att han var borta i månader. Etuhu återvände från skadan mot Burton Albion den 21 november 2015, och kom in som avbytare i den 58:e minuten, med en 1–0-seger. Han gjorde sedan sex starter på de sex återstående matcherna för året. Efter att ha missat en match på grund av en knock, återvände Etuhu till förstalaget, och började hela matchen, i oavgjort 0–0 mot Bradford City den 9 januari 2016. Han drabbades dock av en fotskada och byttes ut i den 10:e minuten, i en 3–1-förlust mot Hull City den 30 januari 2016. Etuhu återvände från skada mot Coventry City den 13 februari 2016, men han led av en hälsena och byttes ut efter 22 minuter, då klubben förlorade med 6–0. Etuhu återvände från skada mot Doncaster Rovers den 9 april 2016 och kom in som en avbytare i andra halvlek, med en 1–0 vinst. Han fick dock ett rött kort för ett andra bokföringsbrott, i en 2–1-förlust mot Scunthorpe United den 19 april 2016. Efter att ha avtjänat en matchavstängning återvände Etuhu till startelvan, i en 3–0 förlust mot Chesterfield den 30 april 2016. I slutet av säsongen 2015–16 gjorde han tjugotre framträdanden i alla tävlingar.
I öppningsmatchen för säsongen 2016–17 gjorde Etuhu sitt första mål för säsongen, i en 2–0 vinst mot Charlton Athletic. Men i en match mot Oldham Athletic den 20 augusti 2016, drabbades han av en skada i den 41:a minuten och byttes ut, eftersom Bury förlorade med 1–0. Etuhu kom tillbaka från skadan mot Chesterfield den 24 september 2016, och kom in som avbytare i den 85:e minuten, med en 2–1-vinst. Sedan han återvände från skadan återtog han sin förstalagsplats och spelade på mittfältspositionen i slutet av året. Etuhu gjorde sitt andra mål för säsongen, i en 3–2-förlust mot Scunthorpe United den 7 januari 2017. Sedan februari tillbringade han resten av sidan under resten av säsongen 2016–17 under en ny ledning av Lee Clark, med hans speltid minskade i början av året. I slutet av säsongen 2016–17 gjorde Etuhu tjugotvå matcher och gjorde två poäng i alla tävlingar. Efter detta släpptes han av Bury.

### Carlisle United
Den 29 juni 2017 skrev Etuhu på för Carlisle United på en fri transfer och skrev på ett tvåårskontrakt. När han gick med i klubben fick han en tröja nummer 21.
Etuhu led dock av en skada som gjorde att han blev åsidosatt under hela augusti. Han gjorde sin debut för Carlisle United, startade en match och spelade 77 minuter innan han byttes ut, i en 2–0 förlust mot Coventry City den 12 september 2017. Sedan han gick med i klubben fann Etuhu att han växlade mellan en start- och en ersättarroll. Han drabbades dock av en lårskada som gjorde att han var borta under hela oktober. Den 4 november 2017 återvände Etuhu från skadan och kom in som avbytare i den 69:e minuten, i en 3–2-seger mot Oldham Athletic i den första omgången av FA-cupen. Han gjorde sedan sitt första mål för Carlisle United, i oavgjort 1–1 mot Morecambe den 25 november 2017. Detta följdes upp med att göra mål i oavgjort 3–3 mot Newport County. Etuhu blev dock åsidosatt ännu en gång och var åsidosatt i tre veckor när han drabbades av en benskada. Han kom tillbaka från skadan och kom in som avbytare i den 87:e minuten, i en 1–0 vinst mot Forest Green Rovers den 27 januari 2018. I en match mot Chesterfield den 17 februari 2018 gjorde Etuhu sitt tredje mål för säsongen, men tre minuter senare drabbades han av en skada och byttes ut, då Carlisle United vann med 2–0. Efter matchen sa manager Keith Curle att Etuhu led av en hälsenaskada och att han så småningom blev borta under resten av säsongen 2017–18. I slutet av säsongen 2017–18 gjorde han tjugotre matcher och gjorde tre poäng i alla tävlingar.
Säsongen 2018–19 fortsatte Etuhu att etablera sig i a-laget och spelade på både mitt- och mittfältspositionen. Han spelade även i högerbackspositionen vid tre tillfällen. Etuhu drabbades dock av en hamstringsskada och var borta i två veckor. Han kom tillbaka från skadan och kom in som avbytare i den 64:e minuten i en 2–1-förlust mot Forest Green Rovers den 24 november 2018. Efter detta återtog Etuhu sin första lagsplats, och spelade på både mitt- och mittfältspositionen och defensiv mittfältsposition. Hans prestation i Carlisle United ledde till att klubben valde att ta upp sin möjlighet att förlänga kontraktet som skulle säkerställa att spelaren förblev under kontrakt för ytterligare en säsong. Efter att ha missat två matcher på grund av att han blivit pappa för första gången återvände han till startelvan och kom in som avbytare i den 73:e minuten, i en 3–0-förlust mot Tranmere Rovers den 30 mars 2019. Men hans återkomst blev kortvarig när Etuhu drabbades av en ankelknack som gjorde att han missade en match. Han återvände till startelvan mot Lincoln City den 19 april 2019 och satte upp ett mål för Mike Jones, i en 1–0 vinst. I uppföljningsmatchen mot Grimsby Town drabbades Etuhu dock av en hälsena och byttes ut i den 28:e minuten, då Carlisle United förlorade med 1–0. Efter matchen meddelades att han skulle vara borta resten av säsongen 2018–19. I slutet av säsongen 2018–19 gjorde Etuhu 41 matcher i alla tävlingar.
Säsongen 2019–20 fortsatte Etuhu att återhämta sig från en hamstringsskada. I september sa manager Steven Pressley att han är osäker på Etuhus återkomst och sa: "Kelvin måste slappna av just nu. Han har varit hos en specialist och i det här skedet vet vi fortfarande inte hur länge han kommer att vara. Konsulten kommer att göra en serie injektioner under flera veckor och förhoppningen är att det kommer att hjälpa hans återhämtning." I februari 2020 sa managern Chris Beech att han hoppas få se Etuhu tillbaka från skadan innan säsongen. Men hans förhoppningar om att återvända avbröts av Covid-19-pandemin, vilket gjorde att säsongen avslutades omedelbart. Efter att inte ha gjort några framträdanden under säsongen 2019–20 släpptes han av klubben.
Efter att ha blivit frisläppt av Carlisle United tillkännagav Etuhu sin pensionering från fotbollen.

## Internationell karriär
Även om Etuhu inte var begränsad på internationell nivå var han kvalificerad att spela för Englands eller Nigerias. Han sa att hans avsikt var att spela för Englands istället för Nigerias. Etuhu representerade tidigare Englands nivåer när han var i Manchester City. I maj 2009 förklarade han sin avsikt att göra en internationell karriär med Nigeria.